# Étienne Renard
Étienne Renard (* 1991) ist ein französischer Jazzmusiker (Kontrabass, Komposition).

## Wirken
Renard studierte am Pariser Konservatorium. Er arbeitete mit Musikern wie Benoît Delbecq, Jeff Ballard, Pierrick Pédron, Samuel Ber, Alain Vankenhove, Manu Codjia oder Fred Nardin.  Mit dem Schlagzeuger Paul Berne, dem Gitarristen Baptiste Ferrandis und dem Saxophonisten Pierre-Marie Lapprand bildete er das Quartett Chrones (Mental Climbers, 2020).International bekannt wurde er im Trio von Kirke Karja mit dem Schlagzeuger Ludwig Wandinger, mit dem er 2022 beim Jazzfest Berlin auftrat und mit dem die Alben The Wrong Needle und Caught in My Own Trap (2024) entstanden. Im Trio mit Guilhem Flouzat und Benoît Delbecq veröffentlichte er die EP Triple Fever. Weiterhin ist er auf Alben mit dem Thibault Gomez Quintet, Captain Kirke and the Klingons, Paul Jarrett und Robinson Khoury zu hören.

## Diskographische Hinweise
- Hector Léna-Schroll, Liam Szymonik, Étienne Renard, Emilian Ducret: Rough#1 (EP, 2022)